# Пудостский камень

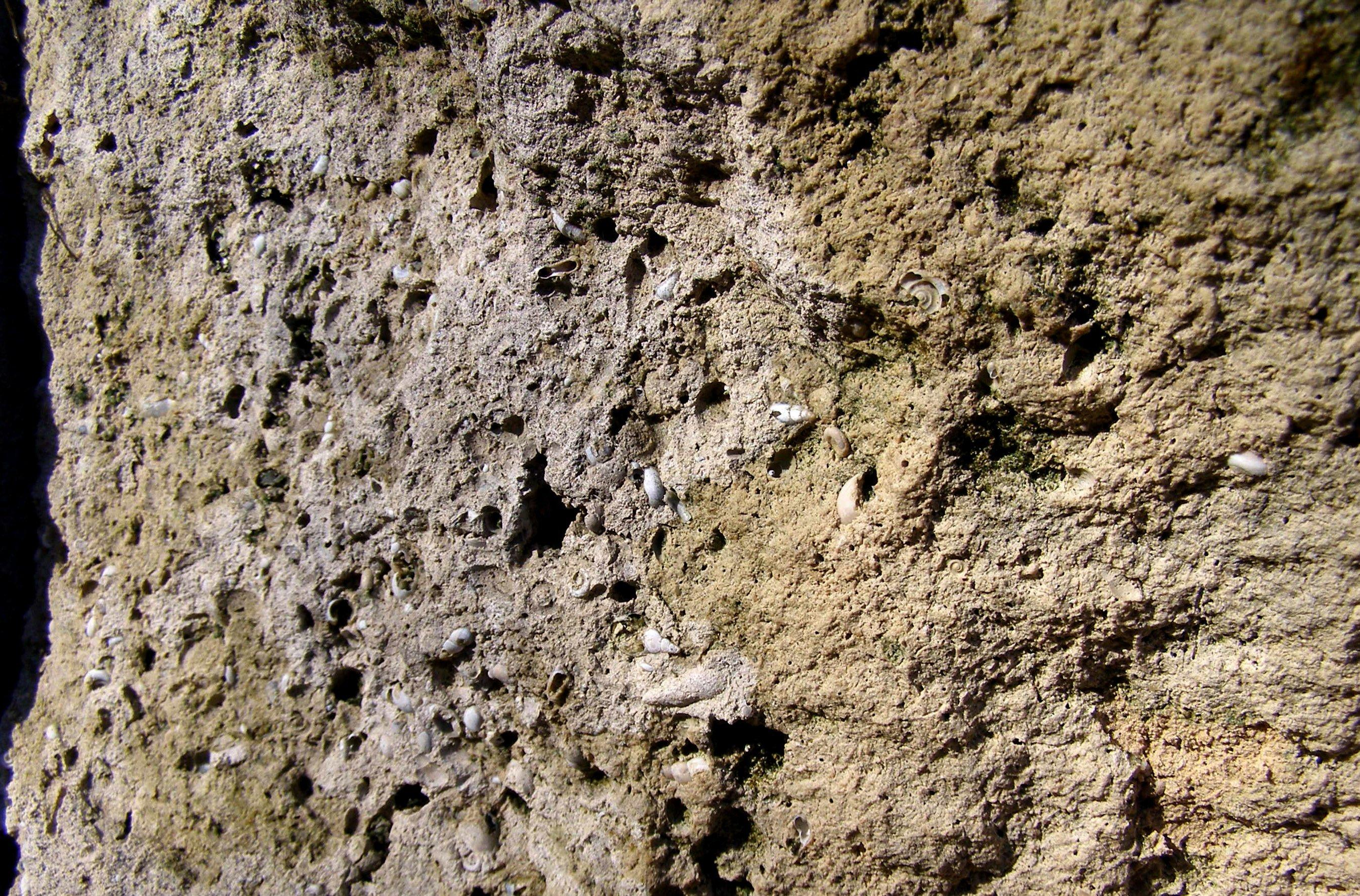
Изображение скола пудостского камня (фрагмент паркового сооружения «Амфитеатр»). Видны включения раковин.

Пу́достский ка́мень (устар. пудожский) — известковый туф (травертин), добываемый около посёлка Пудость Гатчинского района Ленинградской области. Залежи датируются поздним плейстоценом и образовались, видимо, на месте небольшого озера.
Не следует путать пудостский камень с гранитом, добываемым в городе Пудоже в Карелии (Пудожский гранит).
Пудостский камень часто называют известняком, что неверно, а также путают с другими похожими породами, добываемыми в Гатчинском районе, например с парицким или черницким камнем.

## Описание

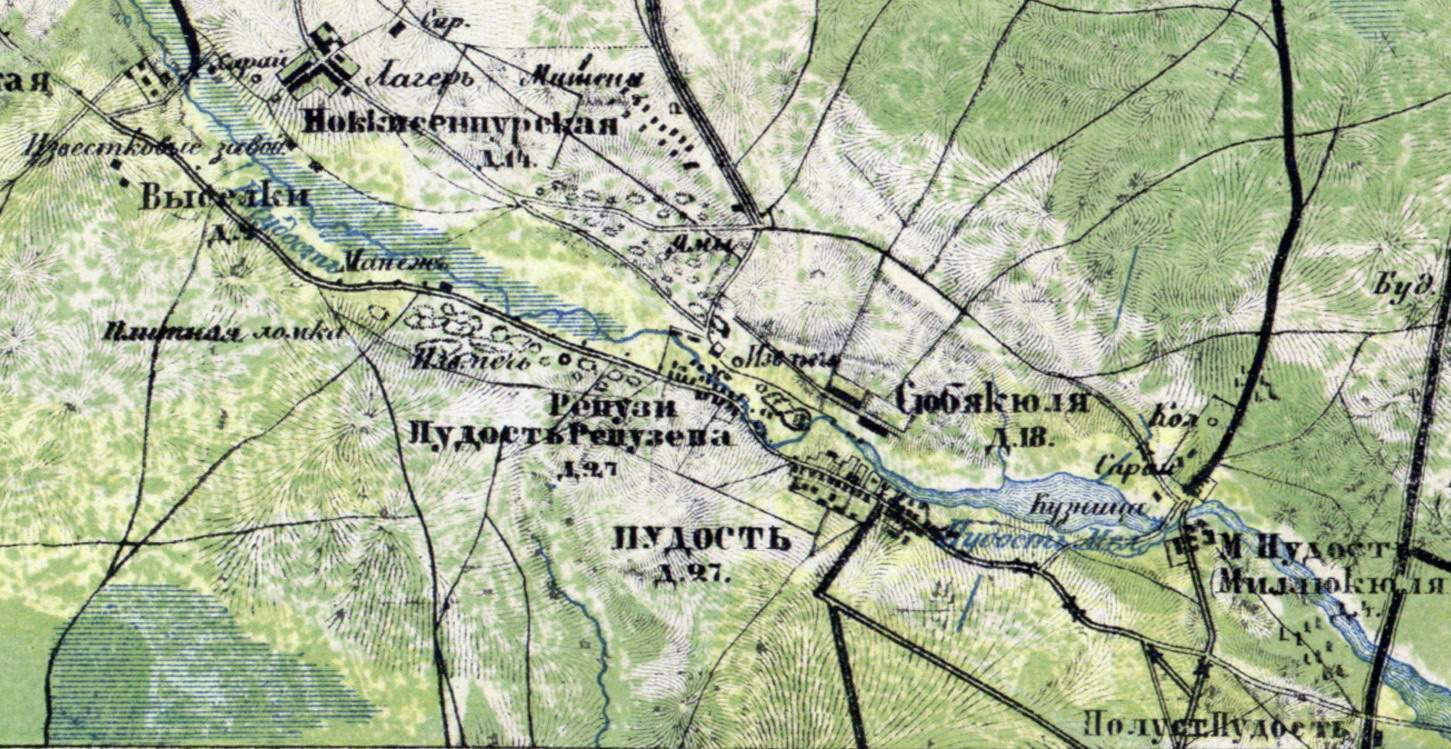
Фрагмент карты Пудости 1860-х годов, на которой указано местоположение плитных ломок

Пудостский камень обладает небольшой объемной массой, пористостью, морозостойкостью, а также легко обрабатывается, поэтому использовался для декоративных работ — облицовки стен, изготовления скульптур. Имеет интересные свойства, которых нет у других отделочных материалов — меняет цвет в зависимости от освещения и погоды, принимая различные оттенки серого и желтовато-серого цвета. Имеет пористую структуру, чем-то напоминающую структуру пемзы, отчего при использовании в облицовке придает зданию благородный «старинный» вид.
Кроме отделочных работ пудостский камень использовался для изготовления фильтров для воды и выжигания извести.
Запасы камня в пудостских каменоломнях были довольно невелики, поэтому к концу XIX века они оказались почти полностью исчерпанными. Однако ещё в 1920-х годах этот камень использовался при реставрации скульптур Ростральных колонн.
В дальнейшем в месторождении добывался щебень, в результате чего было утрачено много качественного материала. Это сильно сказалось при проведении реставрационных работ зданий из пудостского камня, приходилось подбирать другие материалы, похожие по цвету и свойствам.

## Сооружения, при постройке которых использовался пудостский камень

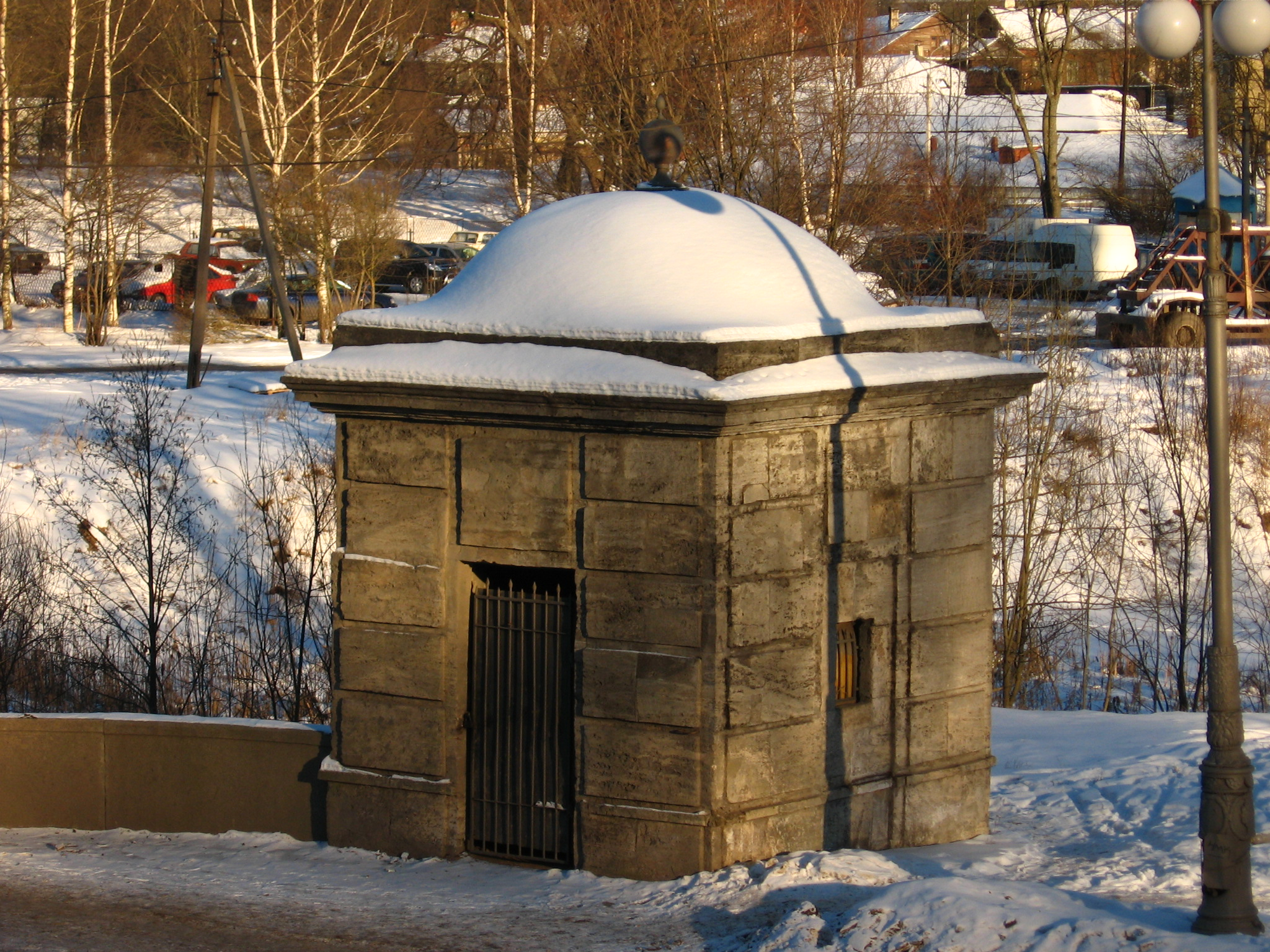
Кордегардия Каменного моста в Гатчине

### Гатчина
- Амфитеатр (стенки проездов и постаменты для статуй)
- Ворота: Адмиралтейские, Берёзовые, Зверинские, Сильвийские
- Лесная оранжерея
- Мосты Карпин, Трёхарочный (Карпичный, Львиный)[1][2][3], Адмиралтейский (Каменный, Мост с кордегардиями)
- Павильон Орла
- Парапет вокруг площади Коннетабля
- Портал «Маска»
- Сильвийская стена (граница парка Сильвия)
- Терраса-пристань, терраса на проспекте 25-го Октября, терраса Собственного сада[4]
- Здание суконной фабрики

Кроме этого из него изготовляли балюстрады, декоративные вазы, им облицован вестибюль Большого Гатчинского дворца и подпорная стена Приоратского дворца.

### Мыза-Ивановка
- Охотничий домик Павла I

### Павловск
- «Большие круги»
- Колоннада Аполлона
- Пьедесталы под скульптуру.
- Висконтиев мост (вазы, замковые камни).

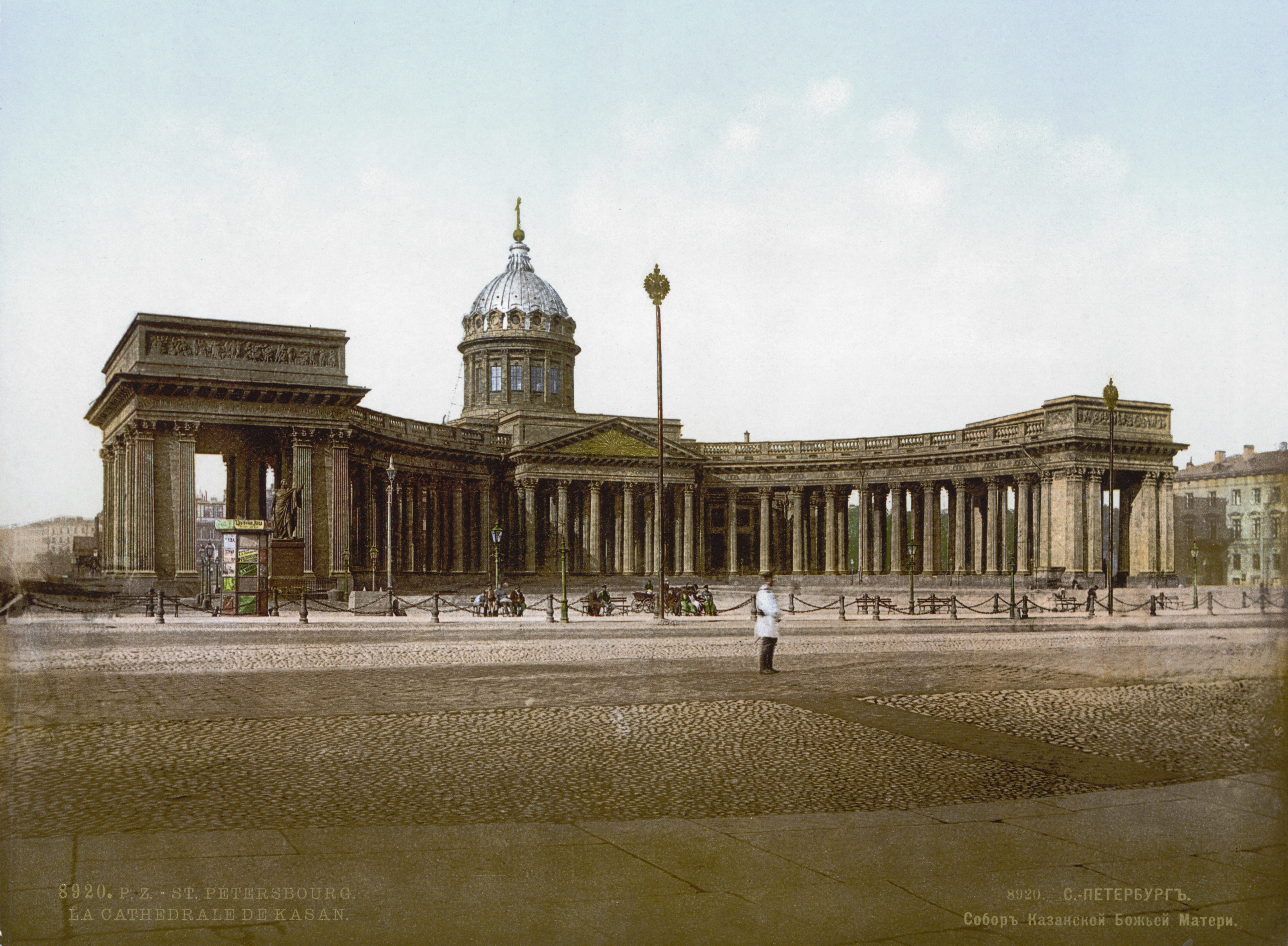
Казанский собор в 1896 году. Фотохром Петра Павлова

### Санкт-Петербург
- Облицовка стен и колонн Казанского собора
- Скульптура Ростральных колонн
- Здание биржи
- Здание Горного института
- Скульптура у Кухонного корпуса Елагина дворца

### Царское Село
- Нижний ярус Камероновой галереи и Пандус